# ميكائيل كارلسون
ميكائيل كارلسون (بالسويدية: Mikael Karlsson)‏ هو ملحن سويدي، ولد في 12 أغسطس 1975.

## روابط خارجية
- ميكائيل كارلسون على موقع IMDb (الإنجليزية)
- ميكائيل كارلسون على موقع قاعدة بيانات الفيلم (الإنجليزية)